# نهر الراين الياباني
نهر الراين الياباني يشير إلى وادي نهر كيسو بين مينوكامو، جيفو وإينوياما، آيتشي، اليابان. أطلق شيجا شيجيتاكا هذا اللقب على المنطقة في عام 1913. يبلغ طول نهر الراين الياباني حوالي 13 كم. ولقد كانت جولات القوارب على طول نهر الراين الياباني متاحة سابقًا، ولكن تم إلغاء الخدمة في عام 2013 بسبب التوقعات التجارية السلبية الناتجة عن حادث وقع في 17 أغسطس 2011. 